# Козлобородник
Козлоборо́дник (лат. Tragopógon) — род однолетних, двулетних и многолетних травянистых растений семейства Астровые (Asteraceae). Общее число видов — около 150.

## Название
Научное название рода происходит от др.-греч. τράγος (tragos) — козёл и πώγων (pogon) — борода — и объясняется тем, что отцветшая корзинка с недозрелыми плодами похожа на козлиную бороду.
Русскоязычное название является смысловым переводом латинского. Энциклопедический словарь Брокгауза и Ефрона приводит местное русское название — чёртова борода.

## Биологическое описание
Однолетние, двулетние и многолетние травянистые растения
Стебли у растений этого рода обычно одиночные, простые или слаборазветвлённые; листья — злаковидные, линейные или линейно-ланцетовидные, сплошные, стеблеохватвающие.
Соцветия — одиночные или немногочисленные корзинка, развиваются на концах побегов. Цветки только язычковые, жёлтые или лилово-розовые. Листочки обёртки однорядные. Цветоложе без чешуек. 
Плоды — ребристые (5-10 более или менее выраженных рёбер) семянки с пушистыми паппусами, обладающие высокими аэродинамическими качествами.

## Распространение и экология
Растения рода Козлобородник широко распространены в Европе, а также в регионах Азии с умеренным климатом.

## Использование
У козлобородников употребляются в пищу корни и молодые стебли с листьями. У однолетних растений корни надо выкапывать осенью (только с прикорневыми листьями). При варке в солёной воде свойственный сырым корням горький вкус исчезает. Стебли рекомендуется прокатывать между ладонями для освобождения от горького млечного сока.
Наиболее известный вид этого рода — Козлобородник пореелистный (Tragopogon porrifolius), более известный под названием «овсяной корень» (поварское название — «сальсифи»). Ради съедобных белых корней его выращивают как овощную культуру во многих странах мира. Корни употребляют в варёном, жареном и тушёном виде, а также добавляют в супы. Поскольку данный вид устойчив к заболеваниям и вредителям, его нередко выращивают как растение-компаньон.
Некоторые виды, например, Козлобородник сомнительный (Tragopogon dubius), используются как декоративные садовые растения.

## Классификация

### Таксономия[2]
Tragopogon  L., 1753, Sp. Pl. : 789 
Род Козлобородник относится к семейству Астровые (Asteraceae) порядка Астроцветные (Asterales). Кладограмма в соответствии с Системой APG IV по состоянию на июнь 2023 года:
|  |                                      |  |                                   |                                   |                    |  | ещё 10 семейств |                |                   |                                                                |
|  |                                      |  |                                   |                                   |                    |  |                 |                |                   | 143 подтвержденных вида и 42 таксонов, ожидающих подтверждения |
|  |                                      |  |                                   | порядок Астроцветные              |                    |  |                 |                | род Козлобородник |                                                                |
|  |                                      |  |                                   | порядок Астроцветные              |                    |  |                 |                | род Козлобородник |                                                                |
|  | отдел Цветковые, или Покрытосеменные |  |                                   |                                   | семейство Астровые |  |                 |                |                   |                                                                |
|  | отдел Цветковые, или Покрытосеменные |  |                                   |                                   |                    |  |                 |                |                   |                                                                |
|  |                                      |  | ещё 63 порядка цветковых растений | ещё 63 порядка цветковых растений |                    |  |                 | ещё 1787 родов | ещё 1787 родов    |                                                                |
|  |                                      |  |                                   | ещё 63 порядка цветковых растений |                    |  |                 |                | ещё 1787 родов    |                                                                |

## Виды
Некоторые из них:

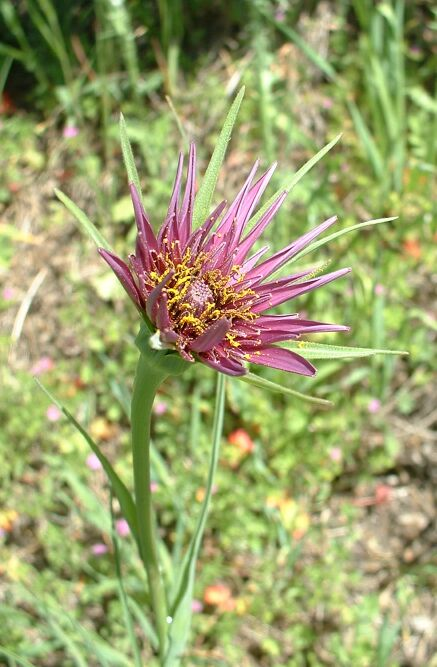
Козлобородник пореелистный (Tragopogon porrifolius)

- Tragopogon borysthenicus Artemczuk — Козлобородник днепровский
- Tragopogon cretaceus S.A.Nikitin — Козлобородник меловой
- Tragopogon dubius Scop. — Козлобородник сомнительный
- Tragopogon dasyrhynchus Artemczuk — Козлобородник шероховатоносиковый
- Tragopogon orientalis L. — Козлобородник восточный
- Tragopogon podolicus (DC.) S.A.Nikitin — Козлобородник подольский
- Tragopogon porrifolius L. — Козлобородник пореелистный
- Tragopogon pratensis L. — Козлобородник луговой
- Tragopogon ruthenicus Besser ex Krasch. & S.A.Nikitin — Козлобородник русский
- Tragopogon tanaiticus Artemczuk — Козлобородник донской
- Tragopogon ucrainicus Artemczuk — Козлобородник украинский

|                                                              |  |
| Слева — Tragopogon dubius; справа — Tragopogon coelesyriacus |  |